# Geoffroy de Joinville
Ne doit pas être confondu avec Geoffroy de Gonneville.
Geoffroy de Joinville  (1225/1233 – 21 octobre 1314), 1er baron Geneville, est un soldat, diplomate et officier royal franco-anglais d'origine champenoise. Il est au service d'Henri III d'Angleterre, qui le fait baron de Trim en Irlande, et, plus tard, d'Édouard Ier d'Angleterre.

## Famille et mariage

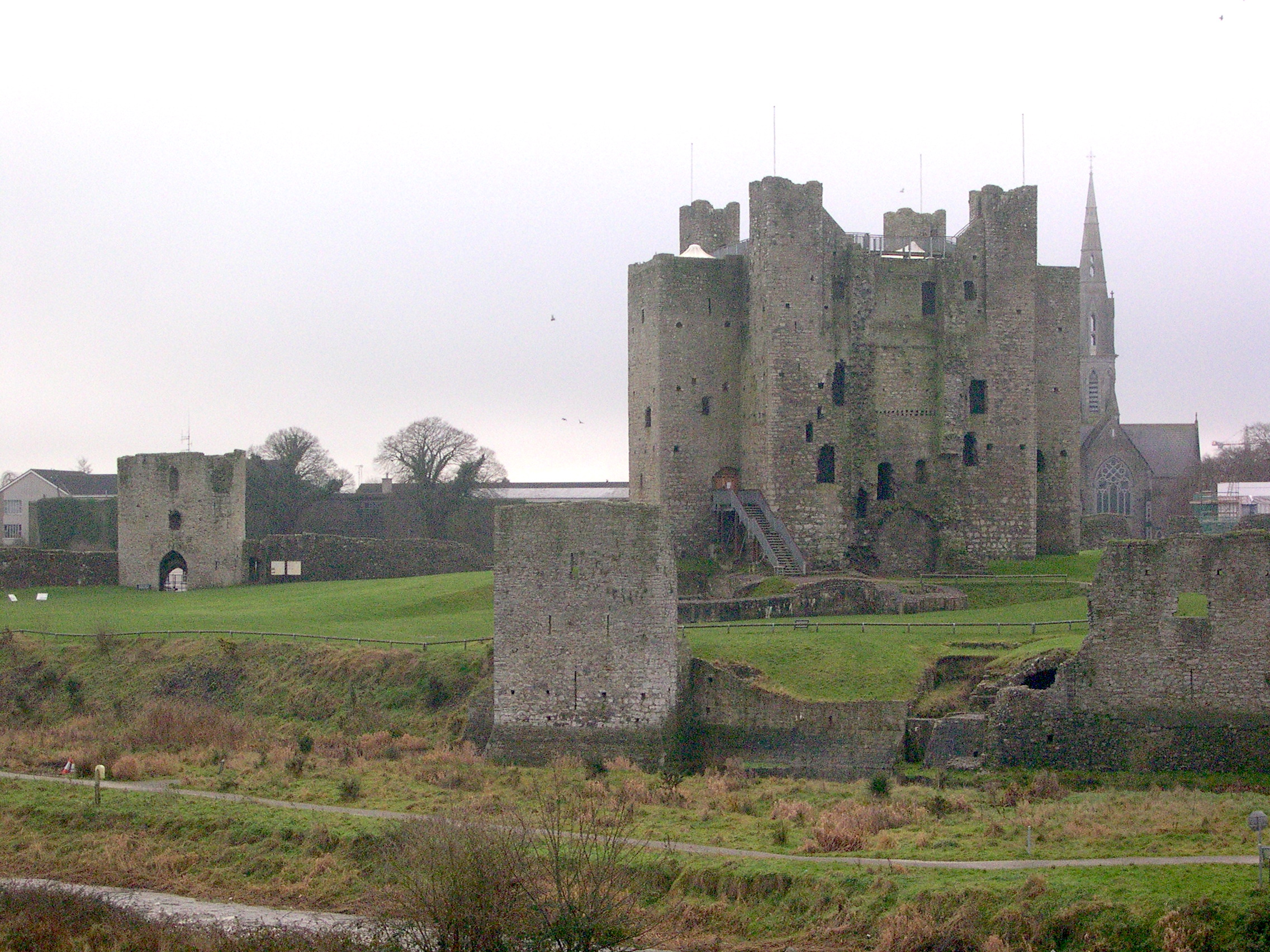
Château de Trim

Il est le deuxième fils de Simon de Joinville, sénéchal de Champagne, et de Béatrice, la fille d'Étienne, comte de Bourgogne et d'Auxonne. Il est le frère cadet de Jean de Joinville, le biographe de Saint Louis,. Geoffroy utilise le titre de courtoisie de seigneur de Vaucouleurs (en Champagne). Il s'installe en Angleterre en 1251. Sa demi-sœur est l'épouse de Pierre II de Savoie, comte de Richmond, un oncle d'Éléonore de Provence, la reine d'Angleterre. Il est donc apparenté avec les « Savoyards », un puissant groupe de personnes parents de la reine, arrivé avec elle en Angleterre lorsqu'elle épouse le roi Henri III en 1236.
À une période située entre 1249 et le 8 août 1252, Henri III arrange le mariage de Geoffroy avec Mahaut de Lacy (en anglais : Maud), veuve d'un autre Savoyard, Pierre de Genève, lui-même parent de la reine Éléonore, mort en 1249. Mahaut est une riche cohéritière, étant la petite-fille de Walter de Lacy († 1241), lord de Trim. Par son mariage avec elle, Geoffroy hérite de vastes domaines dans les Marches galloises et en Irlande (dont la moitié du comté de Meath).
Ce mariage peut être regardé comme un parfait exemple de la politique de gratification mise en place par le roi Henri afin de retenir auprès de lui des étrangers en les installant aux frontières de son royaume. C'est ainsi que Geoffroy prend le contrôle d'importants domaines en Irlande, autour du château de Trim ; dans les Marches galloises à Ludlow et dans le hundred d'Ewyas Lacy ; d'autres enfin en Angleterre. Mahaut et Geoffroy ont au moins deux fils, Geoffroy et Pierre (en anglais : Piers).

## Carrière politique et militaire
Geoffroy est un proche de l'héritier du trône, le futur Édouard Ier d'Angleterre, avec qui il va en Gascogne en 1255. Il est autant une figure militaire qu'un diplomate expérimenté. En 1267, il assiste Henri III durant les négociations avec le prince gallois Llywelyn le Dernier qui aboutissent au traité de Montgomery. En 1280, il est procureur d'Édouard Ier à Paris. Il est aussi envoyé en mission diplomatique à la Curie romaine en 1290 et 1300, et participe aux négociations de paix avec les Français en 1298-1299.
En Angleterre, il parvient à réconcilier les partisans irlandais du comte de Leicester Simon de Montfort et les barons royalistes. Cela permet au futur roi Édouard Ier de recevoir de précieux renforts venus d'Irlande, et de battre définitivement les barons rebelles à la bataille d'Evesham en 1265. Avec un autre de ses frères, Guillaume, Geoffroy accompagne le futur roi lors de la neuvième croisade en 1270.
Il sert comme justiciar en Irlande de 1273 à 1276, mais n'a que peu de succès. Ses troupes sont lourdement battues au combat en 1274 et 1276. Il participe aussi aux campagnes royales d'Édouard Ier au pays de Galles, mais est plus intéressé par l'Irlande. Il transmet d'ailleurs ses terres galloises à son fils Pierre en 1283.
En 1297, Geoffroy se range aux côtés du roi Édouard lors de la crise des Remontrances, provoquée par les demandes royales en hommes et en argent afin de soutenir la guerre contre la France. Édouard nomme Geoffroy temporairement maréchal d'Angleterre à la place du principal opposant à la politique royale, Roger Bigot, 5e comte de Norfolk. Geoffroy a déjà l'expérience du poste, puisqu'il avait été l'assistant du comte maréchal au pays de Galles en 1282. Dès la crise terminée, l'office de maréchal lui est retirée et redonnée au comte de Norfolk. Il est régulièrement convoqué aux différents parlements, de février 1299 à novembre 1306.

## Fin de vie
L'épouse de Geoffroy ainsi que ses deux fils le précèdent dans la mort. Mahaut meurt le 11 avril 1304. En 1308, alors âgé de presque quatre-vingts ans, il transmet la plupart de ses domaines irlandais à Roger Mortimer, époux de sa première petite-fille et héritière, Jeanne. Il se retire chez les dominicains du monastère noir (le Black Friary) de Trim, en Irlande. Il y meurt le 21 octobre 1314, et y est enterré. Après sa mort, sa petite-fille Jeanne devint suo jure baronne Geneville.[réf. nécessaire]